# Vaciha Samadova
Vaciha Samadova (en azerí: Vəcihə Səmədova; Bakú, 24 de noviembre de 1924 – Bakú, 24 de octubre de 1965) fue pintora retratista de Azerbaiyán, Artista de Honor de la RSS de Azerbaiyán.

## Biografía
Vaciha Samadova nació el 24 de noviembre de 1924 en Bakú. En 1939-1944 estudió en el Colegio Estatal de Arte en nombre de Azim Azimzadeh. En 1951 se graduó de la Academia rusa de artes. Las obras de artista también se exhibieron en las exposiciones organizadas en Viena, El Cairo, Beirut, Varsovia, Berlín, Budapest, Sofía y otras ciudades. 
El 14 de julio-4 de agosto de 2018 se ha organizado los días de la cultura de Azerbaiyán en Cannes por la Fundación de Heydar Aliyev. En estos días se ha exhibido las obras de Vaciha Samadova y Latif Feyzullayev.
Vaciha Samadova murió el 24 de octubre de 1965 en Bakú.

## Premios y títulos
- Artista de Honor de la RSS de Azerbaiyán (29.06.1964)